# WatchOS
WatchOS (estilizado como watchOS) é um sistema operacional móvel desenvolvido pela Apple Inc. para o relógio inteligente Apple Watch. O sistema é baseado no iOS, possuindo vários recursos similares. Foi lançado em 24 de abril de 2015, juntamente com o Apple Watch. O relógio é atualmente o único dispositivo que utiliza o sistema watchOS.
Na WWDC 2015, o watchOS 2 foi anunciado publicamente pela primeira vez incluindo diversas melhorias, assim como o suporte para aplicativo de terceiros. Foi lançado oficialmente em 21 de setembro de 2015, embora estivesse primeiramente programado para lançar no dia 16 de setembro de 2015, onde a manutenção levou mais do que o esperado.
Em 13 de setembro de 2016, foi lançada sua terceira versão, watchOS 3. O novo sistema pôde triplicar a velocidade do Apple Watch, além de novas funcionalidades para o modo avião, estado da bateria e botão mudo. A nova versão requer que o relógio esteja pareado a um iPhone instalado com iOS 10.